# 瓦勒德维
瓦勒德维（法語：Val-de-Vie，法語發音：[val də vi]）是法国卡尔瓦多斯省的一个市镇，属于利雪区。该市镇于2016年由原市镇圣富瓦德蒙戈姆里、拉布雷维耶尔、拉沙佩勒欧特格吕和圣日耳曼-德蒙戈姆里合并而成，行政中心位于圣富瓦德蒙戈姆里。

## 地名
“瓦勒德维”（Val-de-Vie）一名在法语中意为“维河谷”。

## 地理
瓦勒德维（48°57'38"N, 0°10'31"E）面积19.17 平方千米，位于法国诺曼底大区卡爾瓦多斯省，该省份为法国西北部沿海省份，北濒大西洋英吉利海峡，东北与滨海塞纳省以海上边界相接，东临厄尔省，南至奧恩省，西与芒什省接壤。
与瓦勒德维接壤的市镇（或旧市镇、城区）包括：利瓦罗派多日、利索尔、维穆捷、克鲁特。
瓦勒德维的时区为UTC+01:00、UTC+02:00（夏令时）。

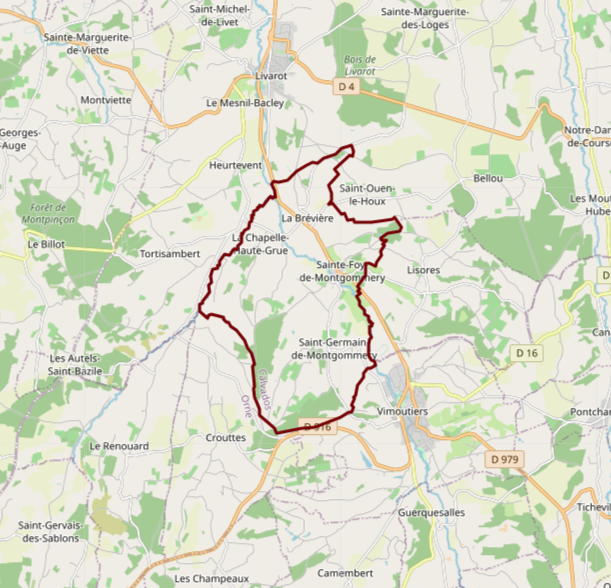
瓦勒德维的OSM定位图

## 行政
瓦勒德维的邮政编码为14140，INSEE市镇编码为14576。

## 政治
瓦勒德维所属的省级选区为利瓦罗派多日县。

## 人口
瓦勒德维于2022年1月1日时的人口数量为509人。